# Irská ústavní referenda, 2015

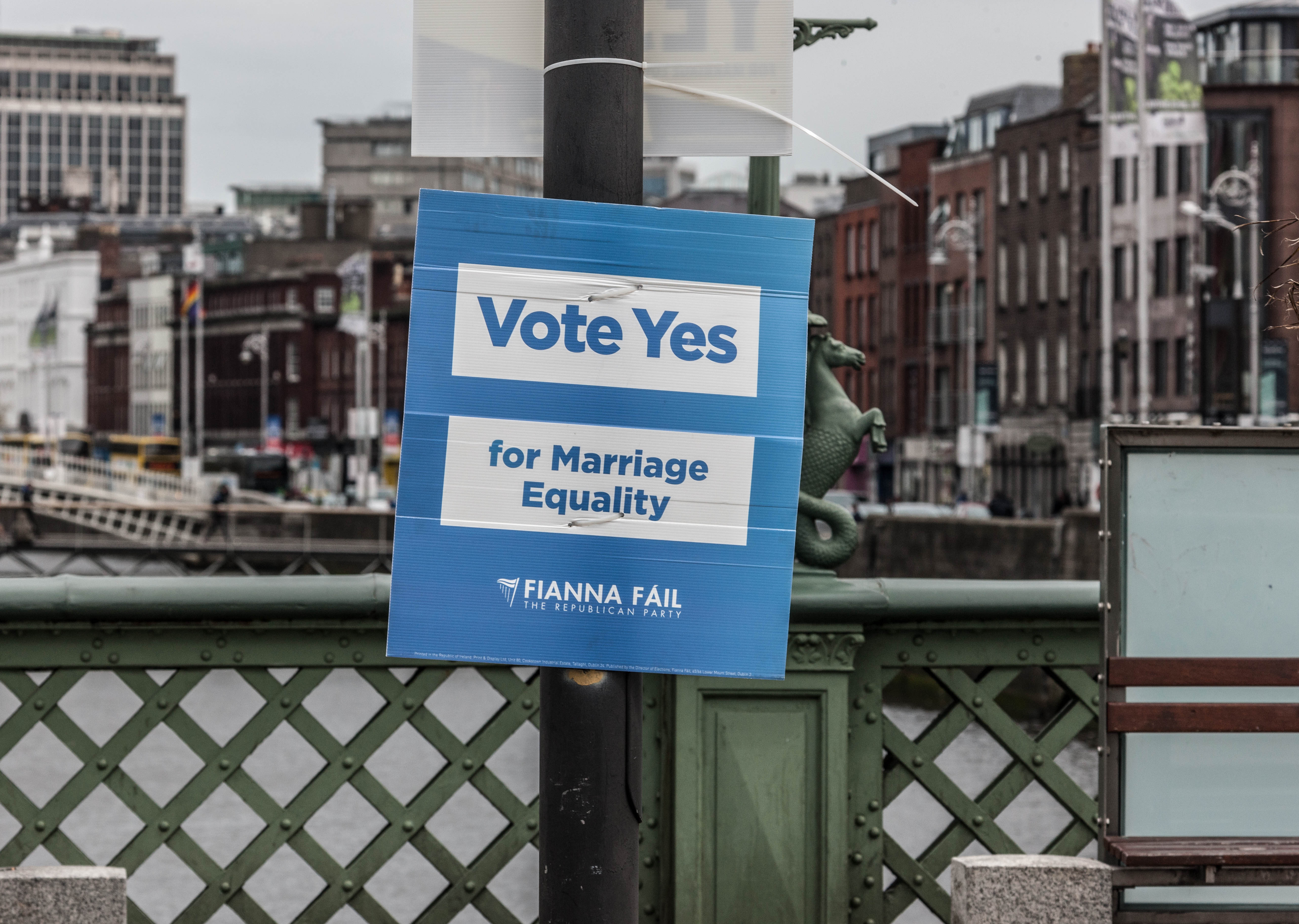
Volební plakát vyzývající k hlasování 'pro' přijetí Čtyřiatřicátého návrhu novely irské ústavy (manželské rovnosti)

Vláda Endy Kennyho uspořádala dne 22. května 2015 celonárodní referendum o dvou navržených novelách irské ústavy. Novely doporučené nově ustanovenou Ústavní konvencí obsahovaly snížení věku pro vznik práva být volen prezidentem z 35 na 21 a legalizaci stejnopohlavního manželství. Ten samý den se konaly dodatečné volby do dolní komory parlamentu za volební obvod Carlow-Kilkenny. Kromě těchto dvou se měly původně konat ještě další novely, včetně snížení věku pro vznik aktivního volebního práva z 18 na 16 a sankcionizování establování unifikovaného patentního soudu (Unified Patent Court).

## Stejnopohlavní manželství
Irové hlasovali o tom, zda by měla ústava obsahovat následující: "Manželství je trvalý svazek dvou osob vzniklý zákonným způsobem. Podmínka rozdílnosti pohlaví snoubenců se nepřipouští." Samotný návrh ústavní novely, který byl podporován vládou i všemi vládnoucími politickými stranami, schválili oprávnění voliči 62,07 % většinou.
Návrh čtyřiatřicáté novely irské ústavy (manželská rovnost) 2015
| Možnost hlasování               | Počet hlasů | Počet hlasů (%) |
| ------------------------------- | ----------- | --------------- |
| Ano                             | 1 201 607   | 63,47           |
| Ne                              | 734 300     | 37,93           |
| Platné hlasy                    | 1 935 907   | 99,29           |
| Neutrální postoj/neplatné hlasy | 13 818      | 0,71            |
| Celkem                          | 1 949 725   | 100,00          |
| Registrovaní voliči a účast     | 3 221 681   | 60,52           |

## Věk pro vznik práva být volen prezidentem
Oprávnění voliči odmítli snížení věku pro vznik práva být volen irským prezidentem z 35 na 21 let v poměru hlasů 73 % k 27 %.
Návrh čtyřiatřicáté novely irské ústavy, 2015
| Možnost hlasování               | Počet hlasů | Počet hlasů (%) |
| ------------------------------- | ----------- | --------------- |
| Ne                              | 1 412 602   | 73,06           |
| Ano                             | 520 898     | 26,94           |
| Platné hlasy                    | 1 933 500   | 0,82            |
| Neutrální postoj/neplatné hlasy | 13 818      | 0,71            |
| Celkem                          | 1 949 725   | 100,00          |
| Registrovaní voliči a účast     | 3 221 681   | 60,52           |